# Рашидов, Шараф Рашидович
Шара́ф Раши́дович Раши́дов (24 октября (6 ноября) 1917, Джизак — 31 октября 1983, Элликалинский район, Каракалпакская АССР, Узбекская ССР, СССР) — советский партийный и государственный деятель, писатель. Первый секретарь Центрального комитета Коммунистической партии Узбекистана (1959—1983).
Дважды Герой Социалистического Труда (1974, 1977). Лауреат Ленинской премии (1980). Член КПСС с 1939 года.

## Рашидов до начала политической карьеры
Родился 24 октября (6 ноября) 1917 года в селе Совунгарлик Джизакского (ныне Шараф-Рашидовского) района Джизакской области в крестьянской семье. Узбек.
С 1935 года, по окончании Джизакского педагогического техникума, работал преподавателем средней школы. В 1937—1941 годах — ответственный секретарь, заместитель ответственного редактора, редактор Самаркандской областной газеты «Ленин йўли» («Ленинский путь»). В 1941 году окончил филологический факультет Самаркандского государственного университета, в 1948 году — Всесоюзную Партийную Школу (ВПШ) при ЦК ВКП(б) (заочно).
После начала Великой Отечественной войны, в июле 1941 года призван в РККА, младший лейтенант, участник битвы под Москвой, тяжело ранен на Волховском фронте, награждён двумя орденами Красной звезды. В 1943 году, после ранения и длительного лечения, комиссован, вернулся в Узбекистан. В 1943—1944 годах — редактор газеты «Ленин йўли». В 1944—1947 годах — секретарь Самаркандского обкома КП (б) Узбекистана. В 1947—1949 годах — ответственный редактор республиканской газеты «Қизил Ўзбекистон».

## Рашидов как политический деятель
В 1949—1950 годах — председатель правления Союза писателей Узбекистана.
В 1950—1959 годах — председатель Президиума Верховного Совета Узбекской ССР и заместитель председателя Президиума Верховного Совета СССР.
С 1956 года — кандидат в члены ЦК КПСС, делегат XIX—XXIV съездов КПСС. Выступил с инициативой реабилитации невинно осужденных в 1937—1938 гг. представителей интеллигенции Узбекистана.
С марта 1959 года — первый секретарь ЦК КП Узбекистана.
С 1961 года — член ЦК КПСС, кандидат в члены Президиума ЦК.
С 1960-х годов участвовал в международной политике. Во время Карибского кризиса в 1962 году руководил советской делегацией на переговорах с Фиделем Кастро.
С апреля 1966 года — кандидат в члены Политбюро ЦК КПСС.
В 1966 году в Ташкенте состоялись переговоры между премьер-министром Индии Л. Шастри и президентом Пакистана Мухаммед Аюб-ханом при посредничестве А. Косыгина. В подготовке этих переговоров принимал участие и Рашидов.
С 1970 года — член Президиума Верховного Совета СССР. Депутат Верховного Совета СССР III—X созывов.

## Развитие промышленности Узбекистана во время правления Рашидова
Имя Рашидова связывают с произошедшим за время его правления экономическим развитием региона. Так, возникшее Ташкентское авиационное производственное объединение имени В. П. Чкалова вошло в пятерку крупных авиационных предприятий мира. Здесь выпускалось более 60 больших самолётов в год. Ташкентский тракторный завод выпускал свыше 21 тысяч тракторов, «Ташсельмаш» — свыше 10 тысяч хлопкоуборочных комбайнов в год. В 1969 году в Узбекистане было освоено золоторудное месторождение Мурунтау, на котором ежегодно добывалось 100 тонн золота.
При Рашидове Узбекистан превратился в индустриально-аграрную республику, с развитой легкой и пищевой промышленностью, в десятки раз выросла тяжелая промышленность. Были построены крупнейшие тепловые (Ташкентская, с 1971, Сырдарьинская, с 1975, Навоийская, Ангренская ГРЭС) и гидроэлектростанции (Чарвакская, с 1972), началась разработка газовых (месторождение Газли, с 1961) и нефтяных месторождений и др. Появились совершенно новые для республики отрасли машиностроения (электротехническая, радиоэлектронная, приборостроительная, авиационная и другое).

## Развитие культуры в Узбекистане при Рашидове
При Рашидове в 1966 году была заново отстроена столица Узбекистана Ташкент, возведены новые музеи, парки, театры, памятники. В 1970 году было отпраздновано 2500-летие Самарканда, в связи с этим были проведены большие мероприятия в Самарканде, открыт музей истории города, театр оперы и балета. В 1977 году впервые в Центральной Азии было открыто метро в Ташкенте.
В 1969 году в Самарканде был проведён международный симпозиум по истории искусства времени Тимуридов. В 1973 году широко отмечалось 1000-летие знаменитого ученого Абу Рейхана аль-Бируни, был снят художественный фильм.
Число научно-исследовательских институтов в Узбекистане при руководстве Ш. Рашидова возросло с 64 в 1960 году до 100 в начале 1980-х годов. По инициативе Ш. Рашидова впервые в Центральной Азии был основан Институт археологии, открытый в 1970 году в Самарканде.
В 1970 году на каждые 10 тыс. чел населения Узбекистана приходилось 192 студента[уточнить].
В 1970—1980 годы при поддержке Рашидова в Узбекистане были сняты три больших исторических сериала: «Сокровища Улугбека» по произведению Адыла Якубова, 10-серийный видеофильм «Алишер Навои» по роману Айбека, 17-серийный сериал «Огненные дороги» по роману Камиля Яшена. Впервые были сняты большие художественные исторические фильмы про гениев мировой науки, родившихся на территории современного Узбекистана: Авиценну «Юность гения», про Мирзо Улугбека «Звезда Улугбека».
В 1966 году на базе киностудии «Узбекфильм» был создан цех по производству мультфильмов. В 1968 году вышел в свет первый узбекский рисованный мультфильм «Храбрый воробей». В середине 70-х годов мультипликационный цех стал объединением кукольных и рисованных мультфильмов, были сняты мультфильмы: «Баллада о соколе и звезде» Мавзура Махмудова и «Озеро в пустыне» Назима Тулаходжаева, «Ходжа Насреддин».
Рашидов активно поддерживал молодых поэтов и писателей Узбекистана. При нём в культуре Узбекистана появились такие выдающиеся поэты как Эркин Вахидов (автор стихотворения «Узбегим») и Абдулла Арипов (автор стихотворения «Узбекистон»).
Были открыты музеи: литературный музей Алишера Навои, дом-музей С. Айни, музей Абу Али ибн Сино в Афшане, музей В. Ленина в Ташкенте и другие. В 1980 году, по инициативе Ш. Рашидова было отпразднован 100-летний юбилей узбекского и таджикского поэта Орифа Гульхани и открыт музей Гульхани в Самарканде. Кроме этого, важным аспектом культурной политики стало создание трех музеев-заповедников: «Ичан-кала» в Хиве (1968 г.), Самаркандского объединённого историко-архитектурного и художественного музей-заповедника (1982 г.) и Бухарского архитектурно-художественного музея-заповедника (1983).
При руководстве республикой Ш. Р. Рашидовым историками была написана и издана в 1967—1970 гг. на узбекском и русском языках 4-х томная «История Узбекистана». После смерти Рашидова многотомные всеобщие истории Узбекистана уже не издавались за исключением отдельных томов по отдельным периодам.

## Рашидов и внешняя политика СССР
В 1957 году он сопровождал К. Ворошилова в дипломатической поездке по Индонезии, Бирме, Китаю и Вьетнаму. Рашидов вызывал особую симпатию борцов с колониализмом в Бирме, Китае, Вьетнаме. В 1957 году он в качестве руководителя советской делегации участвовал на конференции солидарности народов Азии и Африки в Каире. Рашидову были даны инструкции провести переговоры с египетским руководством.
В мае 1962 года он возглавил советскую делегацию на Кубу, официальной целью которой было сотрудничество в области сельского хозяйства и ирригации. Он подружился с Ф. Кастро и принял его в Ташкенте в 1963 году.
В фарватере внешней политики СССР Ш. Рашидов следовал инструкциям лидеров ЦК КПСС, и был активным сторонником Саурской революции и ключевым посредником в переговорах с НДПА.
После советского вторжения в Афганистан, Узбекская ССР стала основным плацдармом, центром коммуникаций и военного управления, Ташкент был центром Туркестанского военного округа. Столица Узбекистана была активно задействована в советизации ДРА: там открылось консульство, печатались афганские газеты и другие пропагандистские материалы, а в местные вузы в 1982 году послали учиться 5000 афганских студентов.
При этом не принималось во внимание, что узбекская община в Афганистане была многочисленной, а очевидные ошибки и перегибы со стороны Народно-демократической партии восстановили против неё немало местных узбеков. Выступая 26 апреля 1983 года в Кабуле на церемонии празднования пятой годовщины афганской революции, Рашидов осторожно подчёркивал национально-демократический характер афганских реформ, в противовес коммунистической риторике Бабрака Кармаля.

## Заметки современников о Рашидове
После прихода к власти Юрия Андропова, отношение к Рашидову в Москве изменилось. Помимо вскрывшихся фактов различных нарушений в республике, Андропов, нетерпимый к любым проявлениям национализма, недоволен был поддержкой Рашидовым узбекской национальной культуры. Давно обладая полным досье на Рашидова, он с самых первых дней своего правления решил убрать последнего с поста руководителя УзССР. 

Как только к власти пришёл Андропов, Горбачёв сразу засуетился. Бросился демонстрировать свои успехи. Я помню, как он выкручивал руки главе Узбекистана Рашидову, чтобы тот увеличил сдачу хлопка. Рашидов объяснял, уговаривал: «У нас прошел дождь со снегом, всё смёрзлось. Если даже соберём коробочки, это будет мокрятина, которую мы будем сушить полгода». Горбачёв говорит: «Всё равно, сдавайте больше». — В. Болдин (помощник Михаила Горбачёва и зав. отделом ЦК КПСС)  
Андропов позвонил Рашидову и спросил его насколько будет выполнен план по хлопку. Рашидов произнёс победную речь в своём духе. В ответ Андропов спросил Рашидова, насколько это реальные цифры, а насколько дутые. Этот разговор стал началом конца эпохи Рашидова. Позже Гейдар Алиев предупредил Рашидова о том, что Андропов готовит судебную кампанию против него.

## Хлопковое дело
После смерти Брежнева на пост Генерального секретаря ЦК КПСС пришёл Андропов, который активизировал борьбу с коррупцией. В феврале 1983 года Политбюро ЦК КПСС приняло постановление о расследовании злоупотреблений в хлопководстве Узбекистана и поручило Прокуратуре СССР создать следственную комиссию.
31 октября 1983 года в Элликалинском районе Каракалпакской АССР Рашидов умер. По официальным данным, Шараф Рашидов скончался от инфаркта, находясь в поездке по республике на автомобиле, его личные доктора Р. А. Каценович и академик К. Ю. Юлдашев не успели спасти ему жизнь — смерть наступила мгновенно.
Рашидова похоронили в самом центре Ташкента, в сквере напротив музея В. И. Ленина. Был разработан проект строительства мемориального комплекса, который мог бы стать местом паломничества населения.
Летом 1984 года в Ташкент прибыла группа сотрудников ЦК КПСС во главе с секретарем ЦК КПСС Е. Лигачевым для проведения XVI пленума ЦК КП УзССР по избранию нового первого секретаря вместо Рашидова. На пленуме все выступавшие, которые ещё недавно клялись в верности памяти Рашидова, критиковали его. По решению пленума прах Рашидова эксгумировали и перезахоронили на Чигатайском кладбище, где покоятся видные деятели культуры и науки, общественно-политические деятели республики. 1-м секретарем ЦК КП УзССР был избран И. Б. Усманходжаев.
В ходе последовавшей чистки почти вся правящая верхушка УзССР была осуждена, лишь председатель Госснаба УзССР сохранил свой пост.
В поздние советские годы имя Рашидова для многих советских граждан олицетворяло коррупцию и кумовство, неразрывно связанные с административно-командным аппаратом Советского Союза (см. «Эпоха застоя»).

## Рашидов как писатель
Первый сборник стихов Рашидова «Мой гнев» вышел в 1945 году. В романе «Победители» (1951), первой части трилогии, связавшей воедино события военных лет и послевоенной жизни, показана борьба народа за освоение целинных земель. Герои романа Айкиз, Алимджан, секретарь райкома Джурабаев (реальное историческое лицо М. Н. Джурабаев), русский инженер Смирнов. В романе «Сильнее бури» (1958) действуют те же герои. Столкновения характеров, конфликты идей и мировоззрений стали ещё более глубокими. Завершается эволюция героев в романе «Зрелость» (1971). Роман «Могучая волна» (1964) посвящён героизму советских людей в тылу в годы Великой Отечественной войны. В романтической повести «Кашмирская песня» (1956) отражена борьба индийского народа за освобождение. В 1950 году Рашидов опубликовал сборник публицистических статей «Приговор истории», в 1967 году — книгу «Знамя дружбы». Критические статьи Рашидова посвящены актуальным проблемам советской литературы. Песня на одно из стихотворений Рашидова «Влюбился я» (музыка П. Бюль-Бюль оглы) стала лауреатом «Песни-78».
«Бригадно сработанная по методу хлопковых приписок» — характеризовал прозу Рашидова Валентин Оскоцкий.

### Издание сочинений в русском переводе
- Собрание сочинений в пяти томах. — М., 1979—1980.

### Экранизации
- 1965 — «Наргис» (мультфильм по мотивам повести «Кашмирская песня»)
- 1969 — «Её имя — Весна» (по мотивам романа «Могучая волна»)

## Награды
- дважды Герой Социалистического Труда (30.12.1974;[21] 04.11.1977)[22]
- 10 орденов Ленина (16.01.1950;[23] 11.01.1957;[24] 01.03.1965;[25] 04.11.1967; 02.12.1971; 10.12.1973; 30.12.1974; 25.12.1976; 04.11.1977;[22] 06.03.1980)[26]
- орден Октябрьской Революции (05.03.1982)[27]
- орден Трудового Красного Знамени (06.12.1951)[28]
- 2 ордена Красной Звезды (28.08.1942; 23.01.1946)
- орден «Знак Почёта» (25.12.1944)[29]
- медали[уточнить]
- Ленинская премия (1980)
- Государственная премия Республики Узбекистан имени Алишера Навои в области архитектуры (04.02.1994, посмертно)[30]

## Память
В честь Рашидова установлены памятники и названы улица в Ташкенте, Самарканде, Андижане и проспект в Джизаке.
Рашидов выступает действующим лицом в детективных романах:
- Раззаков Ф. И. Коррупция в Политбюро. Дело «Красного Узбека». — М.: Алгоритм, 2010.
- Раззаков Ф. И. Спасти Рашидова! Андропов против СССР. КГБ играет в футбол. — М.: Книжный мир, 2019.

## В культуре
- В российском сериале «Петля Нестерова» роль Первого секретаря ЦК партии Узбекистана сыграл Сейдулла Молдаханов.
- В российском биографическом фильме «Высоцкий. Спасибо, что живой» роль Первого секретаря ЦК партии Узбекистана сыграл Джамшид Закиров. Вместо Шарафа Рашидовича в фильме звучит выдуманное имя «Шурали Абасович», но действия происходят в 1979 году, когда Первым секретарем узбекского ЦК являлся Рашидов, иными словами, именно он является историческим прототипом персонажа, сыгранного Закировым.